# Зли дол (местност)
Вижте пояснителната страница за други значения на Зли дол.
Зли дол е историческа местност в околностите на град Клисура, Община Карлово, Област Пловдив.
Местността се намира на северните склонове на Същинска Средна гора. При избухването на Априлското въстание карловският феодал и башибозушки командир Тосун бей тръгва с 3 хиляди души от Карлово срещу Клисура и е посрещнат от въстаниците, начело с Никола Караджов, на 26 април в местността.
Там клисурските въстаници получават подкрепа от бойците на четите на Вельо Бояджиев,  Кунчо Куйлеков и Илия Бабанаков, изпратени в селото от съседна Копривщица. Още по време на сраженията Клисура е разграбена, изгорена и плячкосана. От 1200 къщи оцелява само една-единствена. Частите на Тосун избиват около 400 души, предимно жени и деца. Оцелелите въстаници и техните близки се отправят през прохода Върлишница и се евакуират в Копривщица.